# Гроссванген
Гроссванген (нім. Grosswangen) — громада  в Швейцарії в кантоні Люцерн, виборчий округ Зурзее.

## Географія
Громада розташована на відстані близько 55 км на північний схід від Берна, 22 км на північний захід від Люцерна.
Гроссванген має площу 19,7 км², з яких на 7% дозволяється будівництво (житлове та будівництво доріг), 77,3% використовуються в сільськогосподарських цілях, 15,1% зайнято лісами, 0,6% не є продуктивними (річки, льодовики або гори).

## Демографія
2019 року в громаді мешкало 3249 осіб (+10,4% порівняно з 2010 роком), іноземців було 11,4%. Густота населення становила 165 осіб/км².
За віковим діапазоном населення розподілялося таким чином: 24,3% — особи молодші 20 років, 61,1% — особи у віці 20—64 років, 14,5% — особи у віці 65 років та старші. Було 1266 помешкань (у середньому 2,5 особи в помешканні).
Із загальної кількості 1444 працюючих 336 було зайнятих в первинному секторі, 479 — в обробній промисловості, 629 — в галузі послуг.